# Silkesdaggkåpa
Silkesdaggkåpa (Alchemilla sericata) är en rosväxtart som beskrevs av Reichenb.. Silkesdaggkåpa ingår i släktet daggkåpor, och familjen rosväxter. Inga underarter finns listade i Catalogue of Life.